# Quand les étoiles rencontrent la mer
Pour plus de détails, voir Fiche technique et Distribution.
Quand les étoiles rencontrent la mer est un film français réalisé par Raymond Rajaonarivelo et sorti en 1996.

## Fiche technique
- Titre : Quand les étoiles rencontrent la mer
- Réalisation : Raymond Rajaonarivelo
- Scénario : Raymond Rajaonarivelo
- Dialogues : Santiago Amigorena, Suzanne Schiffman et Raymond Rajaonarivelo
- Photographie : Bruno Privat
- Décors : Vincent Mateu-Ferreur
- Son : Jean-Pierre Houël
- Montage : Nathalie Hubert
- Musique : Manu Katché
- Production : Jacques Le Glou Audiovisuel - La Sept Cinéma
- Pays d'origine :  France
- Genre : drame
- Durée : 86 minutes
- Date de sortie : France - 25 décembre 1996

## Distribution
- Jean Rabenjamina : Kapila
- Rondro Rasoanaivo : Raivo
- Joseph Ranizafilahy : le petit voleur
- Aimée Razafindrafarasoa : l'aveugle
- Louis Vahandanitra : le père
- Barbara Razanajao : Fara